# حرية الدين حسب البلد

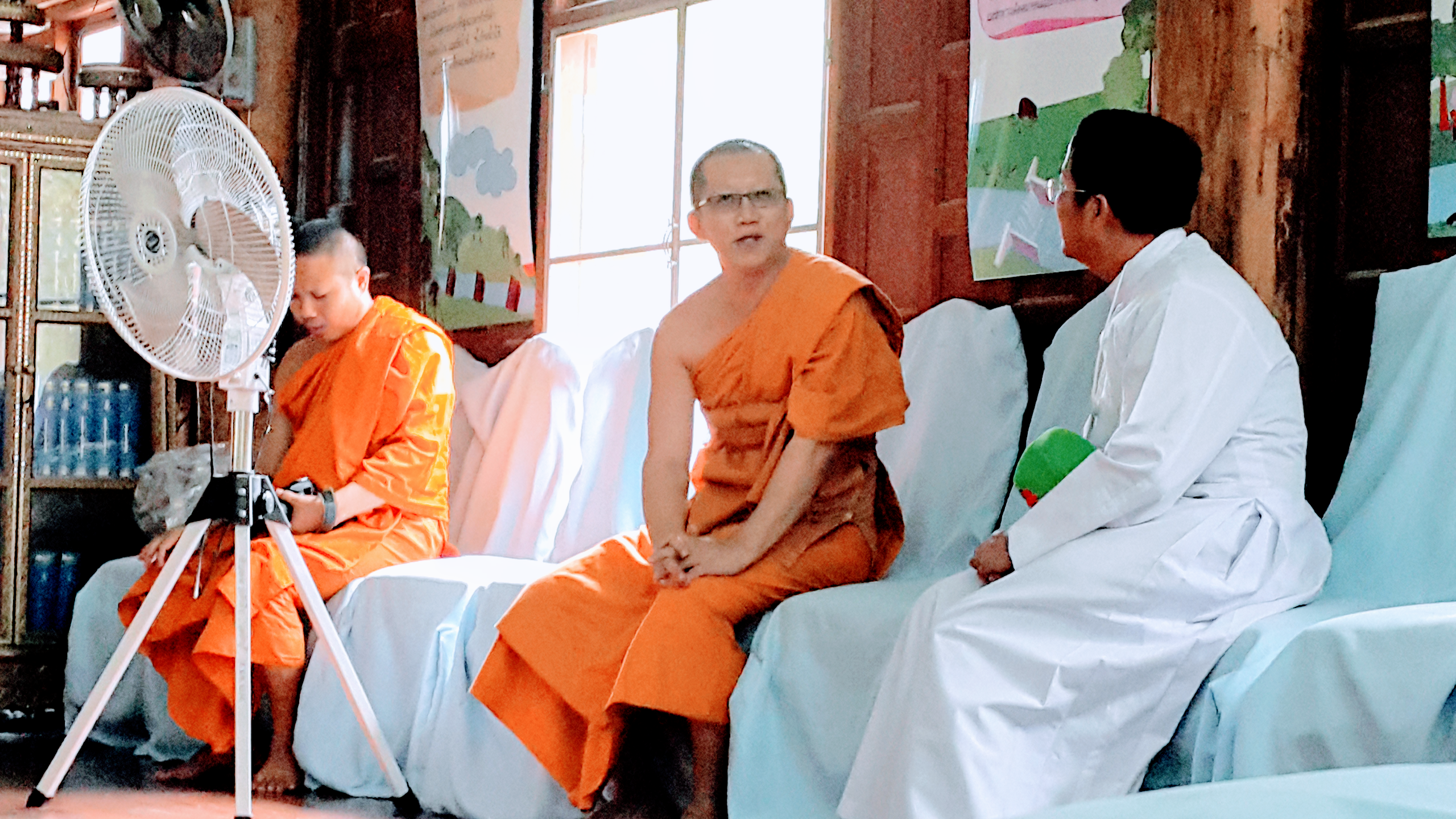
راهب بوذي يتحدث مع كاهن كاثوليكي ، تايلاند

يختلف وضع الحرية الدينية حول العالم من بلد إلى آخر. الدول يمكن أن تختلف من حيث ضمان المساواة في المعاملة بموجب القانون لأتباع الديانات المختلفة، من خلال إعلان دين للدولة (والآثار القانونية لهذا الأمر لكل من ممارسين هذا الدين وغير الممارسين)، وإلى أي مدى تتدخل المنظمات الدينية العاملة في الأمن داخل الدولة، ومدى استخدام القانون الديني كأساس للقانون الدستوري للبلاد.
هناك المزيد من التناقضات بين المواقف التي أعلنتها بعض البلدان للحرية الدينية في القانون، والممارسة الفعلية لهيئات السلطة داخل تلك البلدان، فإن إعتراف الدولة بالمساواة الدينية في دستورها أو قوانينها لا تترجم بالضرورة إلى حرية وجود ممارسة فعلية لسكانها، بالإضافة إلى ذلك، يمكن أن يكون لممارسات مماثلة (مثل تحديد الهوية الدينية للمواطنين عند الحكومة أو على بطاقات الهوية) عواقب مختلفة اعتمادًا على الظروف الاجتماعية السياسية الأخرى الخاصة بالدول المعنية.
أكثر من 120 دستورًا وطنيًا يقرون المساواة بغض النظر عن الدين.